# Carnival Spirit
El Carnival Spirit es un crucero de la clase Spirit operado por Carnival Cruise Line. Fue el primer barco de su clase, también fue el primer Fun Ship en navegar entre Alaska y Hawái. El 80% de las cabinas se encuentran en el exterior de la nave, de las cuales, el 80% cuentan con terraza. En enero de 2012, el Carnival Spirit fue a dique seco y fue equipado con algunas innovaciones poco habituales en un barco, incluyendo Agua Carnaval (Parque acuático en el mar), y el tobogán de agua más empinado a bordo de un barco, una nueva creación, el Trueno Verde.

## Itinerario
Desde 2005, mantenía la ruta Riviera Mexicana en la que tocaba los puertos de Manzanillo, Zihuatanejo, y Acapulco hasta 2010 que intercaló la ruta de Riviera Norte con el puerto de Manzanillo y por razones de seguridad dejó de viajar más al sur.
En la actualidad, durante los meses de verano, a mediados de mayo y finales de septiembre, el Carnival Spirit navega por Alaska, con escala en el estrecho Icy, Ketchikan, Juneau, Skagway, y Victoria. Anteriormente, el buque también hacía escala en Sitka, cruzando el Canal de Lynn, Prince William Sound, y visitando varios glaciares en la alternancia de una semana de viajes hacia el norte y hacia el sur de llamadas de Vancouver y Washington en Seattle.
En septiembre de 2012, el Carnival Spirit comenzó a viajar a las islas hawaianas, visitando los puertos de Maui, Kona, Hilo, y Kauai. Hawái es a menudo el punto de parada entre los viajes de verano hacia Alaska y los cruceros de invierno Riviera Mexicana Cruceros.

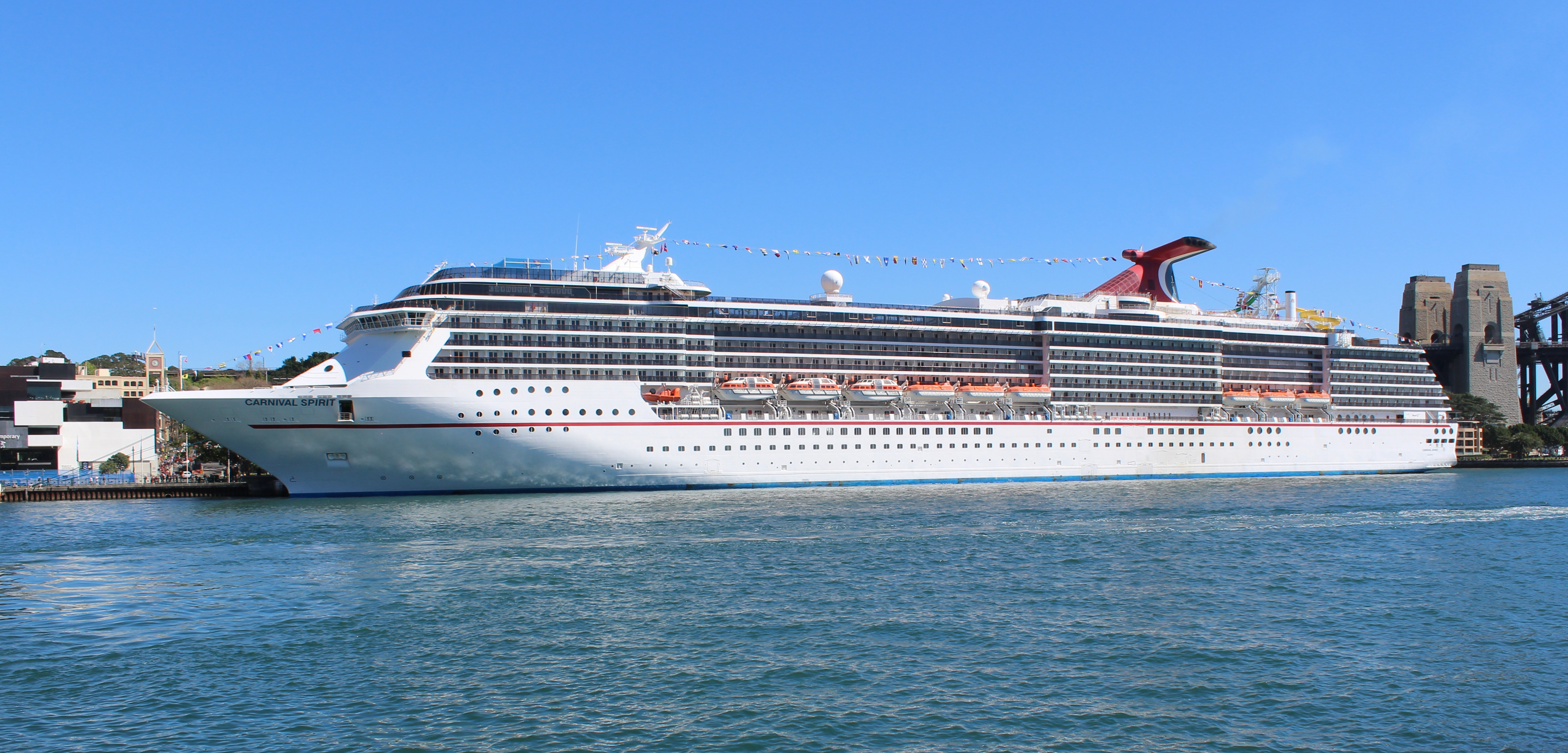
El Carnival Spirit en Sídney, 2013

Después de que el v dejara la ruta con Alaska en 2012, sería introducido en la ruta Australia, realizando escala en Hawái. Esta será la primera vez en la historia de que un barco de Carnival Corporation realiza escala en un puerto fuera de Norteamérica. Además, el Carnival Spirit ha estado en el dique seco de San Francisco para prepararlo para Australia y esto ha incluido la instalación de nueva atracción llamada trueno verde, así como, una barbacoa al aire libre, una cubierta Serenity nueva, así como renovaciones periódicas. El barco fue trasladado a Sídney como su nuevo puerto de origen y desde octubre de 2012, realiza un programa de cruceros que salen de dicho puerto.